# Đỗ Khang phi (Minh Thế Tông)
Hiếu Khác hoàng hậu (chữ Hán: 孝恪皇后; 1510 - 1554), họ Đỗ (杜氏), còn gọi là Đỗ Khang phi (杜康妃), nguyên là phi tần dưới triều Minh Thế Tông Gia Tĩnh hoàng đế. Bà chưa từng ở ngôi hoàng hậu khi còn sống, chỉ được truy phong bởi con trai duy nhất của bà là Minh Mục Tông Long Khánh hoàng đế Chu Tái Hậu.

## Cuộc đời
Đỗ thị nguyên quán ở Đại Hưng, Bắc Kinh, cha là Đỗ Lâm (杜林). Năm 1530, Gia Tĩnh năm thứ 9, Đỗ thị dự tuyển tú nữ nhập cung. Một năm sau, năm 1531, Đỗ thị được phong Khang tần (康嫔), một trong Cửu tần trong cung. Năm 1536, Đỗ thị được phong Khang phi (康妃). Năm 1537, Đỗ Khang phi hạ sinh hoàng tử thứ ba của Minh Thế Tông là Chu Tái Hậu. Tuy nhiên, bà lại không được đắc sủng.
Năm 1554, Đỗ Khang phi qua đời khi đã ngoài 40, thụy phong Vinh Thục Khang phi (荣淑康妃), an táng Kim Sơn. Bộ Lễ thỉnh xin cho Tái Hậu được phục tang 3 năm. Minh Thế Tông không đồng ý, liền hạ dụ "Ứng tị chí tôn, bất nghi trọng phục" (应避至尊，不宜重服), quần thần không dám tranh luận.
Năm 1567, Thế Tông băng hà, con trai bà là Chu Tái Hậu lên nối ngôi, tức Minh Mục Tông Long Khánh hoàng đế. Mục Tông truy thuỵ cho mẹ là Hiếu Khác Uyên Thuần Từ Ý Cung Thuận Tán Thiên Khai Thánh hoàng hậu (孝恪渊纯慈懿恭顺赞天开圣皇后), cải táng ở Vĩnh lăng (永陵), đặt bài vị tại Thần Tiêu điện (神霄殿). Đồng thời truy phong cha của bà là Đỗ Lâm chức Khánh Đô bá (庆都伯).